# Sinodo di Kells
Il Sinodo di Kells fu un sinodo della Chiesa cattolica in Irlanda che si svolse nel 1152 e fu presieduto dal cardinale Giovanni Paparoni. Scopo del Concilio era quello di continuare la riorganizzazione della Chiesa irlandese, che si era iniziata con il sinodo di Rathbreasail del 1111. Le sessioni del sinodo si svolsero nelle abbazie di Kells e di Mellifont, per cui alcuni autori lo chiamano sinodo di Kells-Mellifont.
L'effetto più importante del sinodo fu quello di aumentare il numero di arcidiocesi da due a quattro e di ridefinire i confini e il numero delle diocesi. All'arcivescovo di Armagh fu attribuito il titolo di primate d'Irlanda.

## Contesto storico
San Malachia nel 1129 fu nominato arcivescovo di Armagh, la sede primaziale irlandese. Alcune dispute interne in merito alla successione e alle riforme ecclesiastiche fecero sì che Malachia si dimettesse in favore di Gelasius. Nel 1137, Gelasius, in assenza della conferma pontificia dell'elezione canonica di Malachia, richiese allo stesso Malachia di ottenere il pallio dalle mani del papa. Malachia si recò a Roma, ma papa Innocenzo II impose come condizione che la richiesta del pallio fosse fatta dal sinodo nazionale irlandese. Nominò Malachia legato papale. Malachia allora ritornò in Irlanda accompagnato da monaci Cistercensi inviati da san Bernardo di Chiaravalle.

## Il sinodo di Kells
Nel 1148 un sinodo di vescovi si riunì a Inispatric. Malachia intraprese un secondo viaggio verso Roma, ma morì luno il tragitto all'abbazia di Clairvaux, in Francia, nel mese di novembre. Un nuovo sinodo fu convocato a Kells nel 1152. Il sinodo approvò la consacrazione di quattro arcivescovi. Tairrdelbach Ua Conchobair, re d'Irlanda, approvò i decreti e il legato papale cardinale Giovanni Paparoni conferì i palli.
L'Irlanda fu divisa in trentasei diocesi e quattro sedi metropolitane: Armagh, Cashel, Tuam e Dublino. Armagh fu riconosciuta come sede primaziale. La diocesi di Dublino, città in possesso dei Danesi, si distaccò da Canterbury e fu unita con Glendalough. Il vescovo Gregory accettò il nuovo titolo e il separatismo dei Danesi ebbe fine.

## L'organizzazione territoriale
L'assetto territoriale fu riorganizzato, con le province ecclesiastiche che passarono da due a quattro, grazie all'elevazione delle sedi di Dublino e di Tuam ad arcidiocesi metropolitane. Le quattro province di Armagh, Cashel, Dublino e Tuam corrispondevano ai confini dell'epoca delle province di Ulster, Munster, Leinster e Connacht rispettivamente.
La struttura delle diocesi stabilita dal sinodo di Kells sopravvisse fin al XVI secolo ed è tuttora la base per le circoscrizioni ecclesiastiche cattoliche. Anche le circoscrizioni della Chiesa d'Irlanda protestante hanno origine dalle circoscrizioni di Kells, ma molte sedi sono state unite.

## Province e diocesi

### Provincia di Armagh
- Arcidiocesi di Armagh
  - Diocesi di Ardagh: ridimensionata per l'erezione della diocesi di Kells
  - Diocesi di Clonard
  - Diocesi di Connor
  - Diocesi di Dar-Luis: confini incerti
  - Diocesi di Down
  - Diocesi di Duleek
  - Diocesi di Kells: sede del regno di Breifne. Fu incorporata nella sede di Meath nel 1211
  - Diocesi di Louth: la sede fu trasferita da Clogher e il territorio ingrandito a spese di Armagh. La sede tornò a Clogher prima del 1192
  - Diocesi di Maghera: la sede fu trasferita a Derry nel 1254
  - Diocesi di Raphoe: eretta nella seconda metà del XII secolo dopo il sinodo

### Provincia di Cashel
- Arcidiocesi di Cashel
  - Diocesi di Ardfert: cedette territori a Inniscathy
  - Diocesi di Cloyne: territorio ricavato da Cork
  - Diocesi di Cork: cedette territori a Cloyne e a Ross
  - Diocesi di Emly
  - Diocesi di Kilfenora: territorio ricavato da Killaloe; corrispondeva al sottoregno di Corco Mruiad
  - Diocesi di Killaloe: cedette territori a Kilfenora, Roscrea e Inniscathy
  - Diocesi di Limerick: cedette territori a Inniscathy
  - Diocesi di Lismore: territorio ricavato da Waterford
  - Diocesi di Roscrea: territorio ricavato da Killaloe, sopravvisse solo fino agli anni 1160
  - Diocesi di Ross: territorio ricavato da Cork
  - Diocesi di Inniscathy: territorio ricavato da Ardfert, Killaloe e Limerick. Unita a Limerick prima della fine del XII secolo
  - Diocesi di Waterford: cedette territori a Lismore

### Provincia di Dublino
- Arcidiocesi di Dublino
  - Diocesi di Ferns
  - Diocesi di Glendalough: unita a Dublino nel 1216
  - Diocesi di Kildare
  - Diocesi di Kilkenny
  - Diocesi di Leighlin

### Provincia di Tuam
- Arcidiocesi di Tuam
  - Diocesi di Achonry
  - Diocesi di Clonfert
  - Diocesi di Enachdune
  - Diocesi di Killala
  - Diocesi di Kilmacduagh
  - Diocesi di Mayo: unita a Tuam nel 1202
  - Diocesi di Roscommon: sede traslata a Elphin nel 1156